# Théorème d'Erdős-Anning
Pour les articles homonymes, voir Théorème d'Erdős.
En géométrie discrète, le théorème d'Erdős-Anning établit que si une infinité de points d'un espace euclidien sont tous à des distances entières les uns des autres, alors ils sont alignés.
Nous devons ce théorème au mathématicien hongrois Paul Erdős et au mathématicien canado-américain Norman H. Anning.

## Distances rationnelles
On ne peut plus conclure que les points sont alignés si l'on demande seulement que toutes leurs distances soient rationnelles. Par exemple sur le cercle unité, les points d'affixe eia (–π < a ≤ π) avec cos(a/2) et sin(a/2) rationnels, c'est-à-dire tan(a/4) rationnel, sont à distances rationnelles les uns des autres car |eia – eib| = 2|sin(a⁄2 – b⁄2)|.
Plus généralement, un cercle contient un ensemble dense de points à distances rationnelles les uns des autres si et seulement si le carré de son rayon est rationnel.
Tout ensemble fini de points à distances rationnelles les uns des autres peut être transformé en un ensemble de points à distances mutuelles entières, par toute similitude dont le rapport est un dénominateur commun de ces distances rationnelles. Ceci permet de construire des ensembles finis arbitrairement grands de points non alignés à distances mutuelles entières, mais ce procédé ne s'adapte pas à un ensemble infini.
On ne sait pas s'il existe un ensemble dense de points du plan euclidien à distances mutuelles rationnelles.

## Démonstration en dimension 2
Soit S un ensemble de points du plan à distances mutuelles entières, contenant trois points A, B, C non alignés, et notons b = d(A, B) et c = d(A, C). Montrons que S est fini, de cardinal inférieur ou égal à 4(b + 1)(c + 1). Pour tout point X de S, l'entier |d(A, X) – d(B, X)| est compris entre 0 et b d'après l'inégalité triangulaire. Pour chacun des b + 1 entiers k compris entre 0 et b, le lieu des points X tels que |d(A, X) – d(B, X)| = k est une hyperbole (éventuellement dégénérée) de foyers A et B, et X appartient à l'une de ces b + 1 hyperboles. De même, X appartient à l'une des c + 1 hyperboles analogues de foyers A et C. Chaque paire d'hyperboles, dont l'une est dans la première famille et l'autre dans la seconde, ayant au plus 4 points d'intersection, S contient au plus 4(b + 1)(c + 1) points.

## Ensembles maximaux de points à distances entières
Un graphe diophantien d'Erdös est un ensemble maximal de points d'un réseau carré à distances mutuelles entières. Une conséquence du théorème d'Erdős-Anning est qu'un tel ensemble, s'il est non aligné, est nécessairement fini, et que tout ensemble de points d'un réseau carré à distances mutuelles entières peut être prolongé en un graphe diophantien d'Erdös.